# Chama (Zambia)
Chama è un centro abitato dello Zambia, situato nella Provincia di Muchinga e in particolare nel Distretto di Chama.